# Calhoun (Missouri)
Calhoun és una població dels Estats Units a l'estat de Missouri. Segons el cens del 2000 tenia 491 habitants.

## Demografia
Segons el cens del 2000, Calhoun tenia 491 habitants, 189 habitatges, i 123 famílies. La densitat de població era de 191,5 habitants per km².
Dels 189 habitatges en un 34,4% hi vivien nens de menys de 18 anys, en un 51,9% hi vivien parelles casades, en un 10,6% dones solteres, i en un 34,4% no eren unitats familiars. En el 31,2% dels habitatges hi vivien persones soles el 20,6% de les quals corresponia a persones de 65 anys o més que vivien soles. El nombre mitjà de persones vivint en cada habitatge era de 2,6 i el nombre mitjà de persones que vivien en cada família era de 3,31.
Per edats la població es repartia de la següent manera: un 29,1% tenia menys de 18 anys, un 6,9% entre 18 i 24, un 25,1% entre 25 i 44, un 23,2% de 45 a 60 i un 15,7% 65 anys o més.
L'edat mediana era de 36 anys. Per cada 100 dones de 18 o més anys hi havia 95,5 homes.
La renda mediana per habitatge era de 25.417 $ i la renda mediana per família de 31.964 $. Els homes tenien una renda mediana de 22.292 $ mentre que les dones 17.750 $. La renda per capita de la població era d'11.326 $. Entorn del 18,1% de les famílies i el 26,5% de la població estaven per davall del llindar de pobresa.

## Poblacions més properes
El següent diagrama mostra les poblacions més properes.